# Lista campionilor de fotbal în Polonia
Lista campionilor de fotbal în Polonia prezintă Campionatul de Fotbal din Polonia începând cu anul 1920.
| Anul      | Campionul Poloniei                                | Locul 2.                                          | Locul 3.                                          |
| --------- | ------------------------------------------------- | ------------------------------------------------- | ------------------------------------------------- |
| 1920      | Nu s-a finalizat (Războiul polono-sovietic)       | Nu s-a finalizat (Războiul polono-sovietic)       | Nu s-a finalizat (Războiul polono-sovietic)       |
| 1921      | KS Cracovia                                       | Polonia Varșovia                                  | Warta Poznań                                      |
| 1922      | Pogoń Lwów                                        | Warta Poznań                                      | KS Cracovia ŁKS Łódź                              |
| 1923      | Pogoń Lwów                                        | Wisła Cracovia                                    | Polonia Varșovia Warta Poznań                     |
| 1924      | Nu s-a ținut (VIII-a ediție a Jocurilor Olimpice) | Nu s-a ținut (VIII-a ediție a Jocurilor Olimpice) | Nu s-a ținut (VIII-a ediție a Jocurilor Olimpice) |
| 1925      | Pogoń Lwów                                        | Warta Poznań                                      | Wisła Cracovia                                    |
| 1926      | Pogoń Lwów                                        | Polonia Varșovia                                  | Warta Poznań                                      |
| 1927      | Wisła Cracovia                                    | 1. FC Kattowitz                                   | Warta Poznań                                      |
| 1928      | Wisła Cracovia                                    | Warta Poznań                                      | Legia Varșovia                                    |
| 1929      | Warta Poznań                                      | Garbarnia Cracovia                                | Wisła Cracovia                                    |
| 1930      | KS Cracovia                                       | Wisła Cracovia                                    | Legia Varșovia                                    |
| 1931      | Garbarnia Cracovia                                | Wisła Cracovia                                    | Legia Varșovia                                    |
| 1932      | KS Cracovia                                       | Pogoń Lwów                                        | Warta Poznań                                      |
| 1933      | Ruch Chorzów                                      | Pogoń Lwów                                        | Wisła Cracovia                                    |
| 1934      | Ruch Chorzów                                      | KS Cracovia                                       | Wisła Cracovia                                    |
| 1935      | Ruch Chorzów                                      | Pogoń Lwów                                        | Warta Poznań                                      |
| 1936      | Ruch Chorzów                                      | Wisła Cracovia                                    | Warta Poznań                                      |
| 1937      | KS Cracovia                                       | AKS Chorzów                                       | Ruch Chorzów                                      |
| 1938      | Ruch Chorzów                                      | Warta Poznań                                      | Wisła Cracovia                                    |
| 1939      | Nu s-a finalizat (Al Doilea Război Mondial)       | Nu s-a finalizat (Al Doilea Război Mondial)       | Nu s-a finalizat (Al Doilea Război Mondial)       |
| 1940–1945 | Nu s-a ținut (Al Doilea Război Mondial)           | Nu s-a ținut (Al Doilea Război Mondial)           | Nu s-a ținut (Al Doilea Război Mondial)           |
| 1946      | Polonia Varșovia                                  | Warta Poznań                                      | AKS Chorzów                                       |
| 1947      | Warta Poznań                                      | Wisła Cracovia                                    | AKS Chorzów                                       |
| 1948      | KS Cracovia                                       | Wisła Cracovia                                    | Ruch Chorzów                                      |
| 1949      | Wisła Cracovia                                    | KS Cracovia                                       | Lech Poznań                                       |
| 1950      | Wisła Cracovia                                    | Ruch Chorzów                                      | Lech Poznań                                       |
| 1951      | Ruch Chorzów                                      | Wisła Cracovia                                    | Polonia Varșovia AKS Chorzów                      |
| 1952      | Ruch Chorzów                                      | Polonia Bytom                                     | KS Cracovia                                       |
| 1953      | Ruch Chorzów                                      | Wawel Cracovia                                    | Wisła Cracovia                                    |
| 1954      | Polonia Bytom                                     | ŁKS Łódź                                          | Ruch Chorzów                                      |
| 1955      | Legia Varșovia                                    | Zagłębie Sosnowiec                                | Ruch Chorzów                                      |
| 1956      | Legia Varșovia                                    | Ruch Chorzów                                      | Lechia Gdańsk                                     |
| 1957      | Górnik Zabrze                                     | Gwardia Varșovia                                  | ŁKS Łódź                                          |
| 1958      | ŁKS Łódź                                          | Polonia Bytom                                     | Górnik Zabrze                                     |
| 1959      | Górnik Zabrze                                     | Polonia Bytom                                     | Gwardia Varșovia                                  |
| 1960      | Ruch Chorzów                                      | Legia Varșovia                                    | Górnik Zabrze                                     |
| 1961      | Górnik Zabrze                                     | Polonia Bytom                                     | Legia Varșovia                                    |
| 1962      | Polonia Bytom                                     | Górnik Zabrze                                     | Zagłębie Sosnowiec                                |
| 1963      | Górnik Zabrze                                     | Ruch Chorzów                                      | Zagłębie Sosnowiec                                |
| 1964      | Górnik Zabrze                                     | Zagłębie Sosnowiec                                | Odra Opole                                        |
| 1965      | Górnik Zabrze                                     | Szombierki Bytom                                  | Zagłębie Sosnowiec                                |
| 1966      | Górnik Zabrze                                     | Wisła Cracovia                                    | Polonia Bytom                                     |
| 1967      | Górnik Zabrze                                     | Zagłębie Sosnowiec                                | Ruch Chorzów                                      |
| 1968      | Ruch Chorzów                                      | Legia Varșovia                                    | Górnik Zabrze                                     |
| 1969      | Legia Varșovia                                    | Górnik Zabrze                                     | Polonia Bytom                                     |
| 1970      | Legia Varșovia                                    | Ruch Chorzów                                      | Górnik Zabrze                                     |
| 1971      | Górnik Zabrze                                     | Legia Varșovia                                    | Zagłębie Wałbrzych                                |
| 1972      | Górnik Zabrze                                     | Zagłębie Sosnowiec                                | Legia Varșovia                                    |
| 1973      | Stal Mielec                                       | Ruch Chorzów                                      | Gwardia Varșovia                                  |
| 1974      | Ruch Chorzów                                      | Górnik Zabrze                                     | Stal Mielec                                       |
| 1975      | Ruch Chorzów                                      | Stal Mielec                                       | Śląsk Wrocław                                     |
| 1976      | Stal Mielec                                       | GKS Tychy                                         | Wisła Cracovia                                    |
| 1977      | Śląsk Wrocław                                     | Widzew Łódź                                       | Górnik Zabrze                                     |
| 1978      | Wisła Cracovia                                    | Śląsk Wrocław                                     | Lech Poznań                                       |
| 1979      | Ruch Chorzów                                      | Widzew Łódź                                       | Stal Mielec                                       |
| 1980      | Szombierki Bytom                                  | Widzew Łódź                                       | Legia Varșovia                                    |
| 1981      | Widzew Łódź                                       | Wisła Cracovia                                    | Szombierki Bytom                                  |
| 1982      | Widzew Łódź                                       | Śląsk Wrocław                                     | Stal Mielec                                       |
| 1983      | Lech Poznań                                       | Widzew Łódź                                       | Ruch Chorzów                                      |
| 1984      | Lech Poznań                                       | Widzew Łódź                                       | Pogoń Szczecin                                    |
| 1985      | Górnik Zabrze                                     | Legia Varșovia                                    | Widzew Łódź                                       |
| 1986      | Górnik Zabrze                                     | Legia Varșovia                                    | Widzew Łódź                                       |
| 1987      | Górnik Zabrze                                     | Pogoń Szczecin                                    | GKS Katowice                                      |
| 1988      | Górnik Zabrze                                     | GKS Katowice                                      | Legia Varșovia                                    |
| 1989      | Ruch Chorzów                                      | GKS Katowice                                      | Górnik Zabrze                                     |
| 1990      | Lech Poznań                                       | Zagłębie Lubin                                    | GKS Katowice                                      |
| 1991      | Zagłębie Lubin                                    | Górnik Zabrze                                     | Wisła Cracovia                                    |
| 1992      | Lech Poznań                                       | GKS Katowice                                      | Widzew Łódź                                       |
| 1993      | Lech Poznań                                       | Legia Varșovia                                    | ŁKS Łódź                                          |
| 1994      | Legia Varșovia                                    | GKS Katowice                                      | Górnik Zabrze                                     |
| 1995      | Legia Varșovia                                    | Widzew Łódź                                       | GKS Katowice                                      |
| 1996      | Widzew Łódź                                       | Legia Varșovia                                    | Hutnik Cracovia                                   |
| 1997      | Widzew Łódź                                       | Legia Varșovia                                    | Odra Wodzisław                                    |
| 1998      | ŁKS Łódź                                          | Polonia Varșovia                                  | Wisła Cracovia                                    |
| 1999      | Wisła Cracovia                                    | Widzew Łódź                                       | Legia Varșovia                                    |
| 2000      | Polonia Varșovia                                  | Wisła Cracovia                                    | Ruch Chorzów                                      |
| 2001      | Wisła Cracovia                                    | Pogoń Szczecin                                    | Legia Varșovia                                    |
| 2002      | Legia Varșovia                                    | Wisła Cracovia                                    | Amica Wronki                                      |
| 2003      | Wisła Cracovia                                    | Dyskobolia Grodzisk                               | GKS Katowice                                      |
| 2004      | Wisła Cracovia                                    | Legia Varșovia                                    | Amica Wronki                                      |
| 2005      | Wisła Cracovia                                    | Dyskobolia Grodzisk                               | Legia Varșovia                                    |
| 2006      | Legia Varșovia                                    | Wisła Cracovia                                    | Zagłębie Lubin                                    |
| 2007      | Zagłębie Lubin                                    | GKS Bełchatów                                     | Legia Varșovia                                    |
| 2008      | Wisła Cracovia                                    | Legia Varșovia                                    | Dyskobolia Grodzisk                               |
| 2009      | Wisła Cracovia                                    | Legia Varșovia                                    | Lech Poznań                                       |
| 2010      | Lech Poznań                                       | Wisła Cracovia                                    | Ruch Chorzów                                      |
| 2011      | Wisła Cracovia                                    | Śląsk Wrocław                                     | Legia Varșovia                                    |
| 2012      | Śląsk Wrocław                                     | Ruch Chorzów                                      | Legia Varșovia                                    |
| 2013      | Legia Varșovia                                    | Lech Poznań                                       | Śląsk Wrocław                                     |
| 2014      | Legia Varșovia                                    | Lech Poznań                                       | Ruch Chorzów                                      |
| 2015      | Lech Poznań                                       | Legia Varșovia                                    | Jagiellonia Białystok                             |